# 广泽真臣

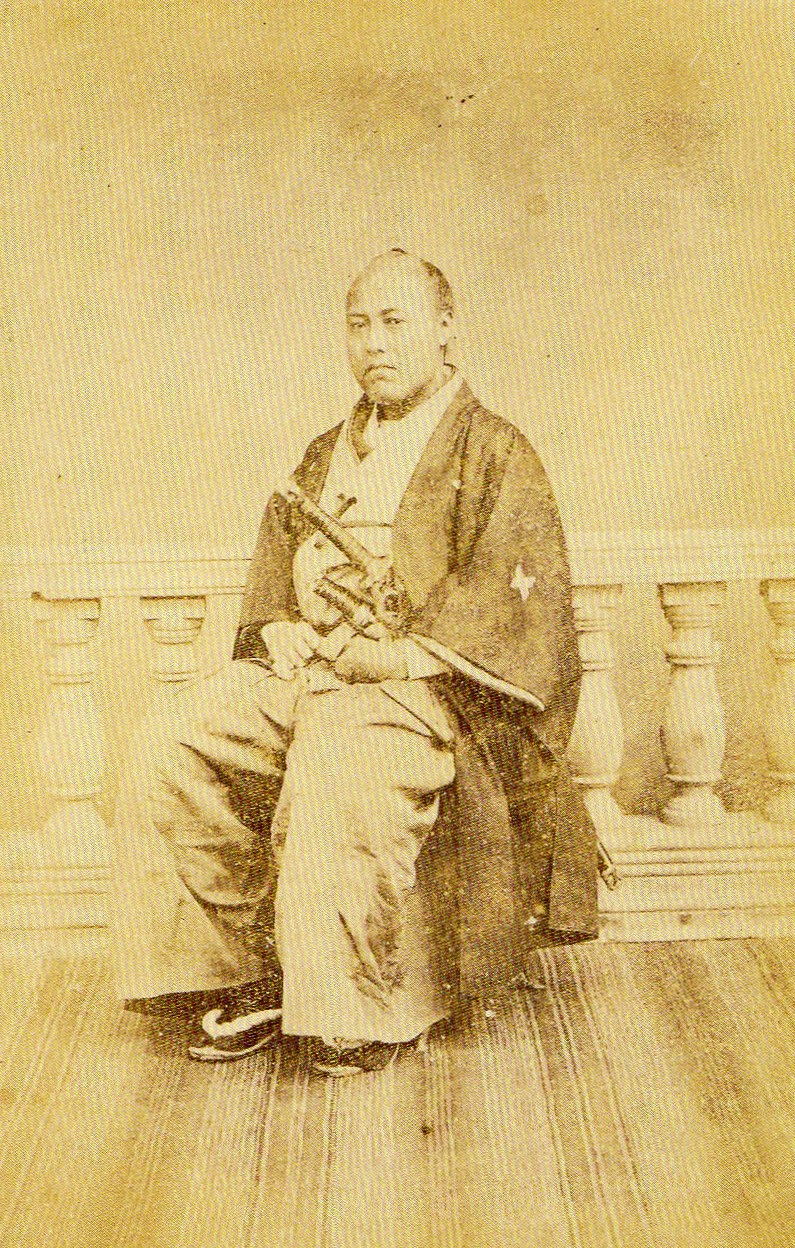
广泽真臣

广泽真臣（日语：／ Hirosawa Saneomi，1834年2月7日—1871年2月27日），是日本幕末时期长州藩士、明治時代初期政治家。初名直温。号“障岳”、“向山”。维新十杰之一。賞典祿1500石，与大久保利通、木户孝允同等，是长州藩的旗手。

## 来历
广泽真臣长州藩士柏村安利的第四子(幼名是季之进)。弘化元年(1844年)12月，他成為波多野直忠的婿養子，称波多野金吾。广泽在长州藩藩校——明伦馆完成学业，嘉永6年(1853年)的黑船来航时任大森台場警衛。安政6年(1859年)，曾参与长州藩的军政改革，作为尊皇攘夷派活跃于世。之后，与长州藩世子毛利元德一同上洛，在桂小五郎和久坂义助的带领下，以京都詰事務方的身份竭尽全力为长州藩提供帮助。
元治元年(1864年)长州藩在经历了禁门之变、下关战争和第一次長州讨伐等厄运之后，藩内的主战派(主要是正义派)在与恭顺派(主要是俗论派)的政治斗争忠败北，他被关进监狱，但他不是正义派人物而免遭处决。庆应元年(1865年)高杉晋作、伊藤春辅、山中狂介等正义派通过政变掌握了藩的实权后，中间派的波多野以政务官员的身份参加藩政。同年4月4日，奉藩命改名为广泽藤右卫门，5月6日又改名为广泽兵助。
在庆应2年(1866年)8月末的第二次长州征讨的议和谈判中，他与幕府方面的胜海舟于安艺国的严岛进行谈判。
维新政府成立以后，曾担任过参与、海陆军务挂、东征大督府的参谋，之后历任内国事务挂和京都府的御用、参议。在戊辰战争中，与米泽藩的宫岛诚一郎进行了会谈，并建议劝说会津藩“归正”，他与木户孝允一样是宽典论者。明治2年(1869年)，作为复古功臣，与木户和大久保一同获赐永世禄1,800石，曾担任过民部大辅和参议的要职。
明治4年(1871年)1月9日，他在东京市麹町富士见町的私宅举行宴会，于当天深夜遭刺客暗杀，享年39岁。死追贈正三位。明治12年(1879年)，華族令頒佈後，廣澤家與木戶家、大久保家因是元勳家系而被列為華族。明治17年(1884年)，他的嫡子金次郎被封為伯爵。
《广泽真臣日记》与木户和大久保的日记同为幕末维新史的一级资料，被评价很高。

## 暗杀事件
根据医生的验尸，伤口一共有13处，喉咙有3处伤痕。犯罪现场，与广泽同在一室的妻子，却仅受轻伤。这是继横井小楠、大村益次郎之后的维新政府要员被暗杀事件，一直看重广泽的明治天皇，下达了催促抓捕犯人的“捕贼必获”的“勅赦”。
对广泽家的家令和其妻子的调查结果，还查明了双方的密通和广泽家的私用金挪用的事实。明治8年(1875年)虽然进行了陪审员列席审判，但最终双方都被判无罪。
很多人将此暗杀事件视为迷宫，木户孝允一直催促调查。关于调查，小河一敏、云井龙雄等80多名有暗杀嫌疑人被审问调查，但至一直未找到特定的线索，直至今日行踪不明。
由于未解决的事件，一般对于暗杀者的幕后黑手有各种说法，普遍存在一种说法，认为此乃不喜欢维新的旧幕府方面的不平士族和旧幕府军的残余势力所为。
因同为长州出身的高层人士木户孝允与广泽之间的不和，有人说此次暗杀，其幕后黑手乃是木户和大久保。但是，当时政府的枢要人物(木户孝允、大久保利通、西乡隆盛、板垣退助、山县有朋)当时在准备废藩置县，意欲在东京设置御亲兵 等维新事务，他们为进一步推进自藩的藩政改革，经常在京都、大阪和各自藩逗留，而将东京事务交付于参议广泽，很难想象他们会暗杀广泽。(另外这两年前遇刺死亡，同为出身的长州藩士大村益次郎在被暗杀时，均有萨摩、长州的不满分子参与)。

## 家族
- 长子：广泽金次郎(妻子是子爵山尾庸三的女儿)
  - 孙子：广泽真吾(妻子丰子，是侯爵大隈重信的小女儿)
  - 孙女：广泽直子(昭和4年去世)
- 兄：柏村数马(别名柏村信，山口藩权大参事）。因为是藩主毛利敬亲父母的世子前德的亲信，广泽制造出了这个契机。
  - 侄子：柏村庸之允。柏村数马的孩子。他通过广泽的努力，在兵部省陆军兵学校宿舍派遣留学生，从明治3年开始5年期间在法国、比利时学习，归国后，曾担任过陆军学校教官，并作为驻德日本公使馆的附少校，和德国的女性结婚。在明治21年成立的“有限公司品川玻璃公司”第一任社长之后，他在柏林和妻子经营了旅馆。

## 编撰者
斯教 日本近现代史研究